# Nule
Nule (en sard, Nule) és un municipi italià, dins de la província de Sàsser. L'any 2007 tenia 1.573 habitants. Es troba a la regió de Goceano. Limita amb els municipis de Benetutti, Bitti (NU), Orune (NU), Osidda (NU) i Pattada.

## Administració
| Període | Identitat      | Partit        |
| ------- | -------------- | ------------- |
| 2006-   | Angelo Crabolu | Llista cívica |